# Římskokatolická farnost Rudná-Hořelice
Římskokatolická farnost Rudná-Hořelice je jedno z územních společenství římských katolíků v berounském vikariátu s farním kostelem Stětí sv. Jana Křtitele.

## Kostely farnosti
| Kostel                               | Místo | Bohoslužba |
| ------------------------------------ | ----- | ---------- |
| Stětí sv. Jana Křtitele              | Rudná | ne 9.45    |
| sv. Jiří (Dušníky, Homole)           | Rudná |            |
| Blahoslavené Panny Marie (hřbitovní) | Rudná |            |

## Osoby ve farnosti
- P. ThLic. Norbert František Vehovský OPraem, administrátor excurrendo